# Крестовоздвиженская церковь Киево-Печерской лавры
Крестовоздвиженская церковь — памятник архитектуры XVIII века, является самым значительным сооружением над Ближними пещерами Киево-Печерской лавры.

## История
Построена в 1700 году на средства полтавского полковника Павла Семёновича Герцика. По завершении строительства церкви началась отделка её интерьера в типовом для того времени стиле казацкого барокко. В 1769 году резчик по дереву К. Шверин изготовил для церкви четырёхъярусный деревянный иконостас.
В 40-х годах XVIII столетия к восточной стене церкви достроили одноэтажную галерею, которая одновременно служила одним из входов в Ближние пещеры.
В конце XVIII столетия с запада к церкви пристроили трапезную с одним грушеподобным куполом.
С 1990 года Крестовоздвиженская церковь действующая и принадлежит Украинской православной церкви (Московский Патриархат).

## Архитектура
Архитектура церкви является традиционной для киевских церквей того времени, до нашего времени сохранилась без существенных изменений.
Церковь представляет собой соединение традиционной трёхкупольной церкви с типом так называемой трёхконхоидальной, который сложился на основе обычаев и норм древних афонских монастырей. В нём, кроме одной апсиды для престола с востока обустроили ещё две с юга и севера от центрального объёма. Традиционные три бани поставлены по оси восток-запад: одна — главная — над центральным объёмом, другая — над восточной апсидою, а третья — над притвором.
К западной стене церкви прилегает построенный в 1769 г. одноэтажный прямоугольный притвор, который завершается большим куполом на низком восьмигранном барабане. Внешне церковь имеет сравнительно скромное оформление, характерное для раннего стиля украинского (казацкого) барокко. Ровные стены оживляют большие полуциркульные окна. Четыре в южном выступе, два в алтаре. Дверей в храме пять. Портал южной двери пышно украшен лепными гирляндами сочных плодов. Все двери металлические, кованные.

## Живопись
Стены церкви расписывали и в XVIII ст., и в 1816 году, а существующую на сегодня роспись выполнил в 1894 году художник Данила Давыдов в типовой для официальной синодальной живописи академической манере конца XIX — начала ХХ ст.
Живопись имеет яркую сочную палитру, но фигуры святых несколько условны.

## Адрес
- Украина, Киев, ул. Лаврская, 21.